# مقاطعة برود-بوسافينا

موقع المقاطعة بالنسبة لكرواتيا.

مقاطعة برود-بوسافينا هي إحدى مقاطعات كرواتيا ومركزها مدينة سلافونسكي برود.